# Directions
Directions – album studyjny polskiego muzyka jazzowego Krzysztofa Ścierańskiego. Wydawnictwo ukazało się 5 maja 2008 roku nakładem wytwórni muzycznej 4everMUSIC w dystrybucji Warner Music Poland. Krzysztof Ścierańskiego, który zagrał na gitarze basowej i syntezatorach w nagraniach wsparli, Przemysław Kuczyński (perkusja) i Thomas Sanchez (instrumenty perkusyjne).

## Lista utworów
Źródło.
1. „Modlitwa” – 8:03
2. „Pustynna burza” – 6:06
3. „Tybetandy” – 4:19
4. „Harley B.” – 5:50
5. „Chiński Blues” – 6:32
6. „Paradiscsommadar” – 3:32
7. „Od zmierzchu do świtu” – 8:55
8. „Latin Blues” – 7:23
9. „Dying Star” – 5:35

## Twórcy
Źródło.
- Krzysztof Ścierański – bas, syntezator
- Przemysław Kuczyński – perkusja (1)
- Thomas Sanchez – instr. perkusyjne (3, 4)